# Pauline Hondema
Pauline Hondema (* 28. März 2000 in Zaanstad) ist eine niederländische Leichtathletin, die sich auf den Weitsprung spezialisiert hat und aktuell Inhaberin des Landesrekordes ist.

## Sportliche Laufbahn
Erste internationale Erfahrungen sammelte Pauline Hondema im Jahr 2021, als sie bei den U23-Europameisterschaften in Tallinn mit einer Weite von 6,21 m den zehnten Platz belegte. 2023 wurde sie bei der 1. Liga der Team-Europameisterschaft im Zuge der Europaspiele in Chorzów mit 6,49 m Fünfte und anschließend siegte sie mit 6,42 m beim P-T-S Meeting. Daraufhin schied sie bei den Weltmeisterschaften in Budapest mit 6,57 m in der Qualifikationsrunde aus. Im Jahr darauf verpasste sie bei den Europameisterschaften in Rom mit 6,63 m den Finaleinzug und anschließend schied sie bei den Olympischen Sommerspielen in Paris mit 6,55 m in der Vorrunde aus. 2025 belegte sie bei den Halleneuropameisterschaften in Apeldoorn mit 6,50 m den siebten Platz. Ende Juni wurde sie bei der 1. Liga der Team-Europameisterschaft in Madrid mit 6,70 m Siebte im A-Finale, ehe sie kurz darauf den niederländischen Landesrekord von Dafne Schippers in Kortrijk auf 6,91 m verbesserte. Daraufhin belegte sie bei den World University Games in Bochum mit 6,44 m den sechsten Platz.
In den Jahren von 2022 bis 2024 wurde Hondema niederländische Meisterin im Weitsprung im Freien sowie von 2023 bis 2025 in der Halle.